# You Still Want Me/You Do Something to Me
You Still Want Me/You Do Something to Me è il secondo singolo dei The Kinks. Venne pubblicato nel Regno Unito nel 1964 dalla Pye Records.

## Tracce
1. You Still Want Me (Ray Davies)
2. You Do Something to Me (Ray Davies)